# オキナワカラスアゲハ

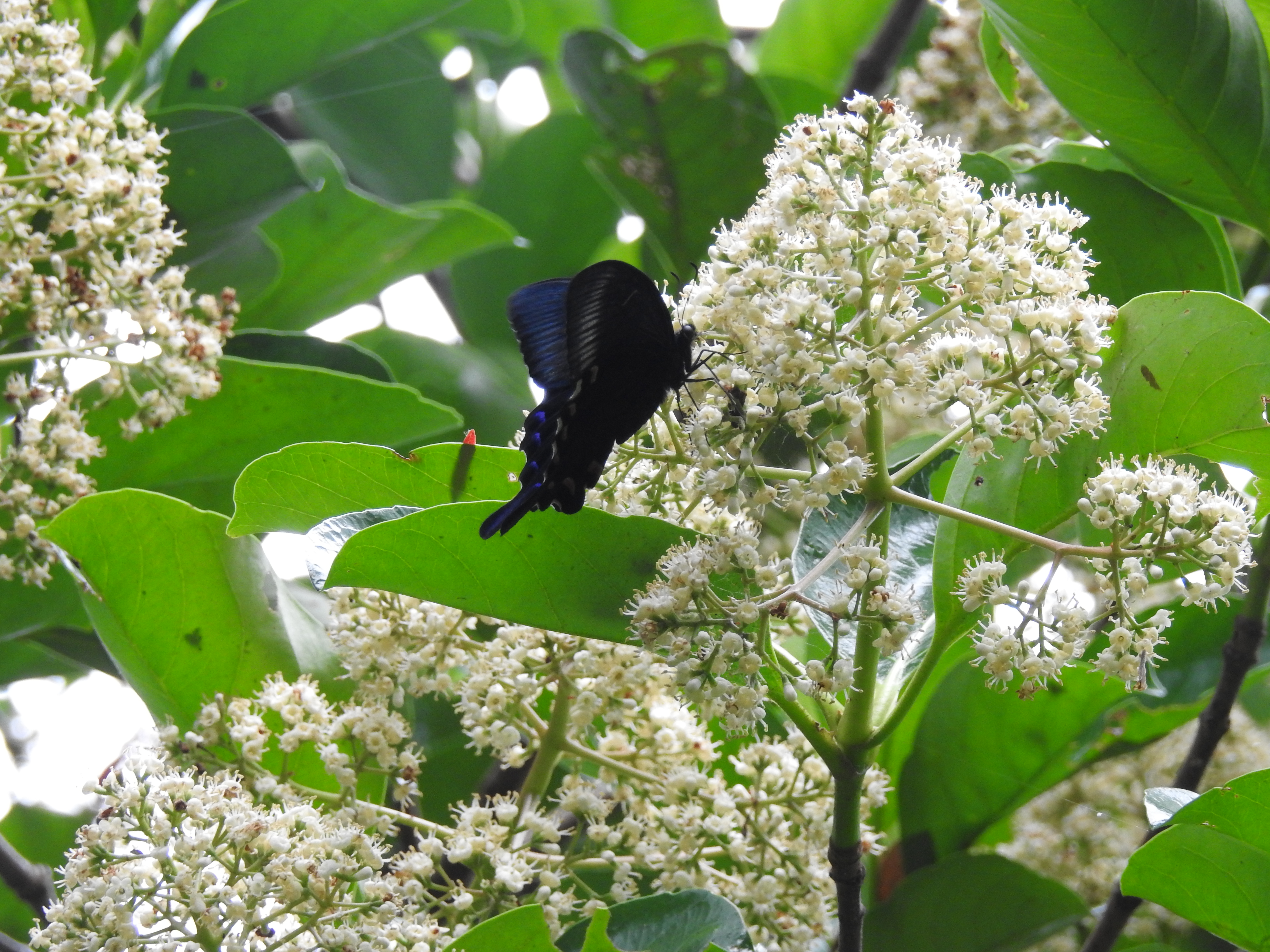
オキナワカラスアゲハ

オキナワカラスアゲハ（沖縄烏揚羽、学名：Papilio okinawensis）は、チョウ目アゲハチョウ科アゲハチョウ属に分類されるチョウの1種で、2亜種に分類されている。以前は、カラスアゲハ（P. bianor ） の亜種と考えられていたが、交配実験やミトコンドリアDNA解析の結果から別種とされるようになった。なお学名は、P. ryukyuensis Fujioka,1975 とする場合がある。

## 形態
形態はカラスアゲハやヤエヤマカラスアゲハと比べて、前翅後縁角はより直角に近く、後翅の表面の中央部に明るい青色鱗を持たず、後翅に散らばっている青または緑色鱗は基半部のみに限られ、亜外縁の赤または青色の斑列との間には帯状に黒い部分が広がる。しかし、メス後翅表面亜外縁の赤色弦月紋はよく発達している。オスとメスでの翅の違いはカラスアゲハと同じで、オスは前翅の下部に暗色で長毛のビロード状性斑があり、メスにはこの特徴がない。また、メスはオスに比べて地色の黒色部がやや淡く、縁側はより黄色を帯びる。後翅の赤色弦月紋は他のアゲハ類と同じくメスの方がよく発達している。

## 分布
奄美群島（奄美大島、加計呂麻島、請島、与路島、徳之島）及び沖縄諸島（沖縄本島、渡嘉敷島、座間味島、阿嘉島、久米島）に分布している。

## 生態
生態は、3月上旬から下旬が第1化（春型）の最盛期であり、それ以降は10月中旬から下旬までに年4回発生すると考えられている。成虫は林縁、林道などを飛翔し、ハイビスカスなどに訪れる。幼虫の食草は沖縄諸島ではハマセンダン、奄美群島ではハマセンダン、カラスザンショウが報告されている。

## 分類
カラスアゲハとオキナワカラスアゲハの交配実験では、その雑種はオス・メスともに生まれたが、オスには生殖能力があるが、メスにはないという。このような根拠から、カラスアゲハと別種とされるようになった。
現在、以下のように2亜種に分類されている。
オキナワカラスアゲハ 原名亜種 Papilio okinawensis okinawensis Fruhstorfer, 1898
沖縄諸島。前翅裏面の黄白帯は ほぼ等幅でミヤマカラスアゲハに似ている。奄美群島産に比べ、オスの性標がより発達している。表面色彩は奄美群島産よりも青色が弱い。後翅外縁凹入部の黄白色部は大きくハッキリしている。
オキナワカラスアゲハ 奄美亜種 Papilio okinawensis amamiensis (Fujioka, 1981)
奄美群島。前翅裏面白帯はカラスアゲハのように上方にいくにつれ逆三角形状に広がる。メスの後翅表赤色弦月紋は強く発達する。表面色彩は沖縄諸島産よりも青色が強い。

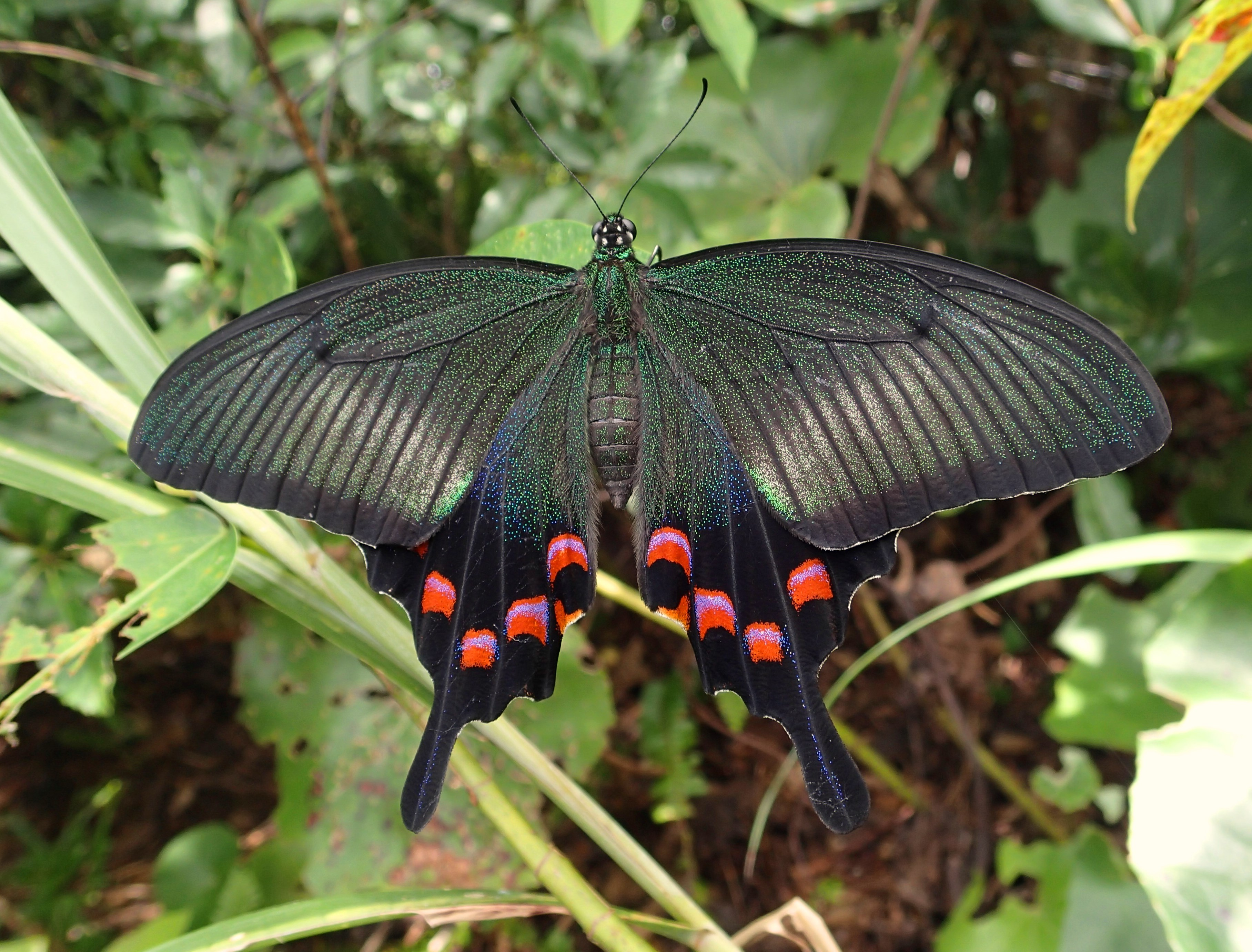
奄美亜種　夏型メス
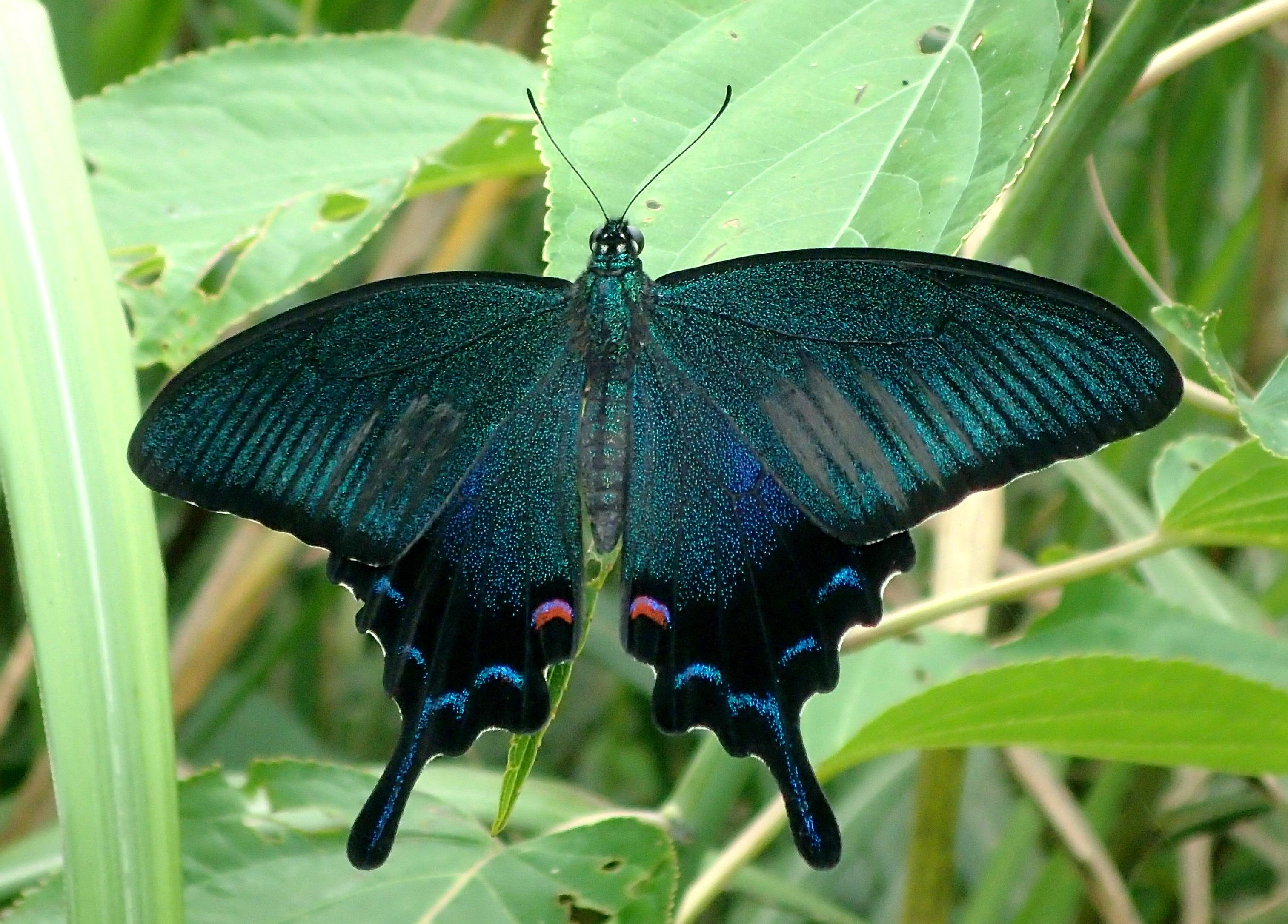
奄美亜種　夏型オス
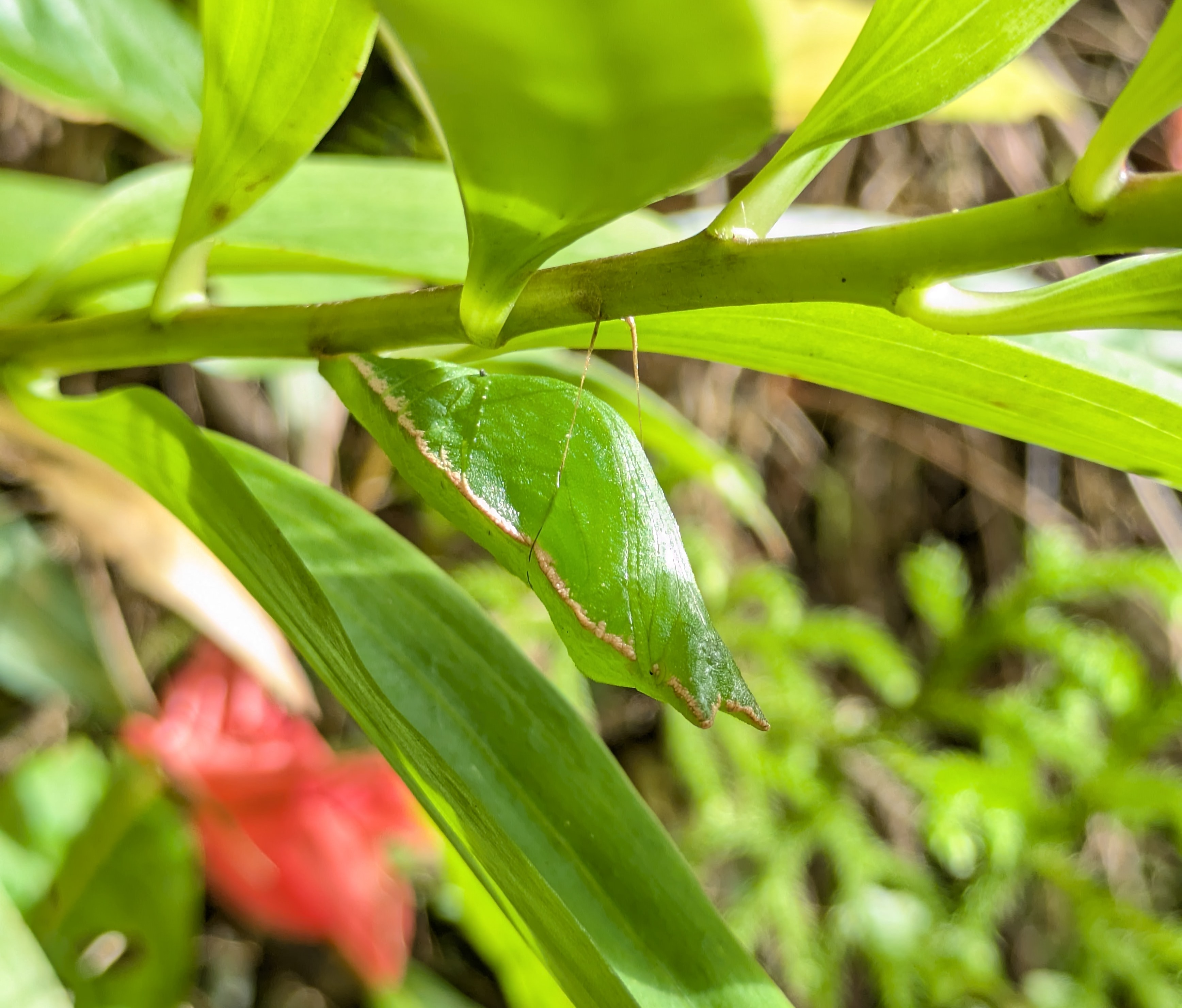
奄美亜種　蛹
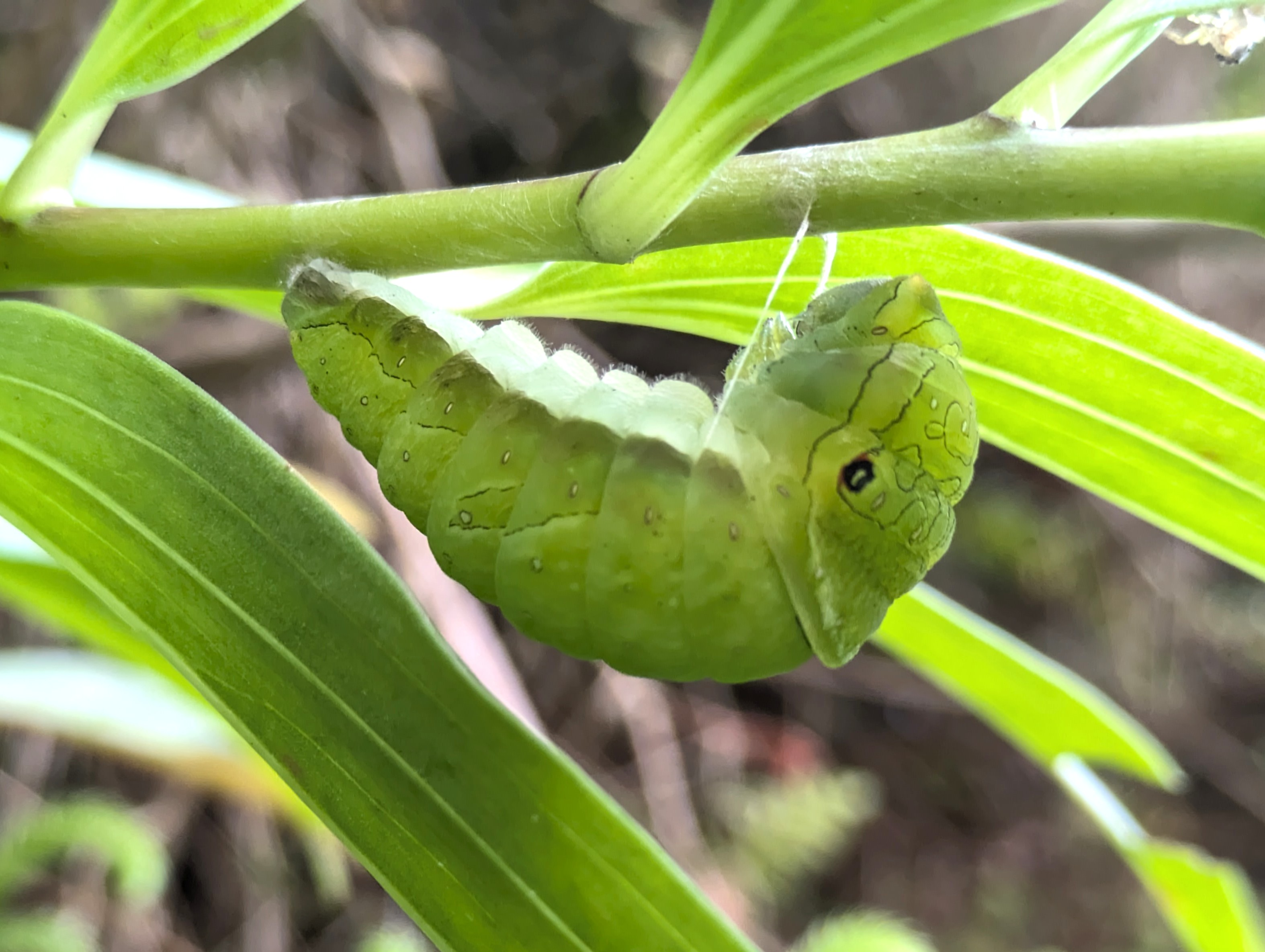
奄美亜種　前蛹